# گرماباد

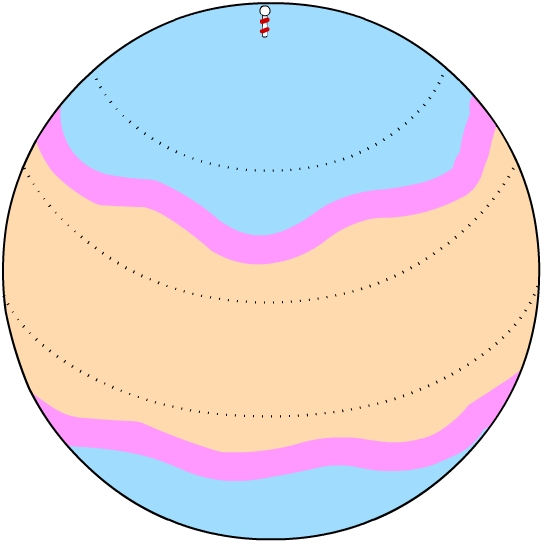
رودبادها (به‌رنگ صورتی) نمونه‌هایی معروف از گرماباد هستند که از گرادیان گرمایی افقی بین مناطق مدارگانی گرم و مناطق سرد قطبی زمین ناشی می‌شوند.

گرماباد (انگلیسی: Thermal wind) در علوم جوی به بردار تفاوت میان باد زمین‌گرد در ارتفاعات بالا منهای بادهای در ارتفاعات پایین‌تر در اتمسفر گفته می‌شود. گرماباد چینش باد عمودی فرضی است که اگر بادها از تعادل زمین‌گرد در راستای افقی پیروی کنند، و در حالی که فشار از تعادل هیدرواستاتیکی در راستای عمودی پیروی کند، وجود خواهد داشت. ترکیب این دو موازنه نیرو را تعادل یا موازنه گرمابادی می‌نامند که اصطلاحی قابل تعمیم به تعادل‌های جریان افقی پیچیده‌تر جریان متعادل مانند تعادل  شیوباد است.